# Peter Finch
Peter Finch (Londres, 28 de setembro de 1916 — Beverly Hills, 14 de janeiro de 1977) foi um ator britânico.

## Biografia
Ainda criança viveu na Índia, França e Austrália, esta última onde seu pai nasceu. Em 1935 começou a trabalhar no rádio e no teatro. Sua estréia cinematográfica foi em 1938 em "Dad e Dave vêm à Cidade". Foi descoberto por Laurence Olivier quando fazia teatro amador na França. Voltou com Laurence para Londres e se apaixonou pela atriz Vivien Leigh, que era casada com Laurence.
Seu primeiro filme em Hollywood foi "The Miniver Story", em 1950, mas o sucesso e o reconhecimento da crítica só chegaram em 1956 com "A Town Like Alice". A partir da década de 70 fez filmes importantes e de sucesso como "A Tenda Vermelha", "Domingo Maldito", "Horizonte Perdido", "A Abdicação de uma Rainha", "Rede de Intrigas" e "Resgate Fantástico".
Em "Rede de Intrigas", Peter Finch interpretou um jornalista que ameaça se suicidar na frente das câmeras de televisão e ao lado da atriz Faye Dunaway foi o grande destaque do filme. Ambos venceram o Oscar de melhores atores do ano, mas o prêmio para Peter foi póstumo já que o ator morreu vítima de um ataque cardíaco, um mês antes da festa de entrega do Oscar. Finch foi o primeiro de dois atores a ter ganhado um Oscar póstumo. O segundo ator foi Heath Ledger, que ganhou o Oscar de "Melhor Ator Coadjuvante" em 2009, pela sua interpretação do personagem Coringa no filme, The Dark Knight realizado em 2008.
Finch morreu de ataque cardíaco no Beverly Hills Hotel aos 60 anos. Foi sepultado no Hollywood Forever Cemetery, Los Angeles, Califórnia no Estados Unidos.

## Filmografia
- 1977 - Resgate Fantástico em Entebbe
- 1976 - Rede de Intrigas
- 1974 - A Abdicação de uma Rainha
- 1973 - A Inglaterra me Fez
- 1973 - Legado de um Herói
- 1973 - Horizonte Perdido
- 1972 - Algo a Esconder
- 1971 - Domingo Maldito
- 1969 - A Tenda Vermelha
- 1968 - A Lenda de Lylah Clare
- 1967 - Longe desse Insensato Mundo
- 1966 - Judith
- 1965 - O Voo do Phoenix
- 1964 - First Men in the Moon(participação especial não creditada)
- 1964 - Crescei e Multiplicai-vos
- 1964 - Um Amor sem Esperanças
- 1963 - Cicatrizes D'Alma
- 1962 - Grito do Coração
- 1961 - Nenhum amor para Johnnie
- 1961 - Um Raio em Céu Sereno
- 1960 - Os Crimes de Oscar Wilde
- 1960 - Sequestrado
- 1959 - Uma Cruz à Beira do Abismo
- 1959 - Operação Amsterdã
- 1957 - Carga Perigosa
- 1956 - A Batalha do Rio da Prata
- 1956 - Uma Cidade gosta de Alice
- 1955 - The Dark Avenger
- 1955 - Simon e Laura
- 1954 - Pai Marrom
- 1954 - No Caminho dos Elefantes
- 1953 - O Coração da Matéria
- 1953 - A História de Gilbert e de Sullivan
- 1952 - A História de Robin Hood
- 1950 - A História de Miniver
- 1950 - O Cavalo de Madeira
- 1949 - Eureka Stockade
- 1944 - Os Ratos de Tobruk
- 1944 - Manhã de Céu Vermelho
- 1941 - O Poder e a Glória
- 1939 - O Sr. Chedworth
- 1938 - Dad e Dave vêm à Cidade